# ناحیه آلبانی، شهرستان استیرنز، مینه‌سوتا
شهرستان البانی، بخش استیرنز، مینه‌سوتا (به انگلیسی: Albany Township, Stearns County, Minnesota) یک منطقهٔ مسکونی در ایالات متحده آمریکا است که در مینه‌سوتا واقع شده‌است.

## خصوصیات
شهرستان البانی ۹۴٫۹ کیلومترمربع مساحت و ۹۸۰ نفر جمعیت دارد و ۳۶۳ متر بالاتر از سطح دریا واقع شده‌است.